# Globus d'Or del 2012
La 69a cerimònia dels Premis Globus d'Or va tenir lloc a Beverly Hills (Califòrnia) el diumenge 15 de gener de 2012. Les candidatures havien estat anunciades el 15 de desembre de 2011.
La cerimònia va ser presentada per l'humorista britànic Ricky Gervais.

## Nominacions i guanyadors
Els guanyadors en negreta.

### Premi Cecil B. DeMille
Morgan Freeman

### Cinema
| Millor pel·lícula | Millor pel·lícula |
| Drama | Musical o Comèdia |
| --- | --- |
| - The Descendants - The Help - Moneyball - War Horse - Hugo | - The Artist - 50/50 - Bridesmaids - Midnight in Paris - La meva setmana amb Marilyn |
| Millor interpretació - Drama | |
| Actor | Actriu |
| - George Clooney - The Descendants com Matt King - Leonardo DiCaprio - J. Edgar com J. Edgar Hoover - Michael Fassbender - Shame com Brandon Sullivan - Ryan Gosling - Els idus de març com Stephen Meyers - Brad Pitt - Moneyball com Billy Beane       | - Meryl Streep - La dama de ferro com Margaret Thatcher - Glenn Close - Albert Nobbs com Albert Nobbs - Viola Davis - The Help com Aibileen Clark - Rooney Mara - Millennium: Els homes que no estimaven les dones com Lisbeth Salander - Tilda Swinton - We Need to Talk About Kevin com Eva Khatchadourian |
| Millor interpretació - Musical o Comèdia | |
| Actor | Actriu |
| - Jean Dujardin - The Artist com George Valentin - Brendan Gleeson - The Guard com Gerry Boyle - Joseph Gordon-Levitt - 50/50 com Adam Lerner - Ryan Gosling - Crazy, Stupid, Love com Jacob Palmer - Owen Wilson - Midnight in Paris com Gil Pender     | - Michelle Williams - La meva setmana amb Marilyn com Marilyn Monroe - Jodie Foster - Un déu salvatge com Penelope Longstreet - Charlize Theron - Young Adult com Mavis Gary - Kate Winslet - Un déu salvatge com Nancy Cowan - Kristen Wiig - Bridesmaids com Annie Walker                                  |
| Actor secundari | Actriu secundària |
| - Christopher Plummer - Beginners com Hal - Kenneth Branagh - La meva setmana amb Marilyn com Laurence Olivier - Albert Brooks - Drive com Bernie Rose - Jonah Hill - Moneyball com Peter Brand - Viggo Mortensen - A Dangerous Method com Sigmund Freud | - Octavia Spencer - The Help com Minny Jackson - Jessica Chastain - The Help com Celia Foote - Bérénice Bejo - The Artist com Peppy Miller - Janet McTeer - Albert Nobbs com Hubert Page - Shailene Woodley - The Descendants com Alexandra "Alex" King                                                      |
| Millor director | Millor guió |
| - Martin Scorsese - Hugo - Woody Allen - Midnight in Paris - George Clooney - Els idus de març - Alexander Payne - The Descendants - Michel Hazanavicius - The Artist                                                                                    | - Woody Allen - Midnight in Paris - Michel Hazanavicius - The Artist - George Clooney, Grant Heslov i Beau Willimon - Els idus de març - Alexander Payne, Nat Faxon i Jim Rash - The Descendants - Steven Zaillian i Aaron Sorkin - Moneyball                                                                |
| Millor banda sonora | Millor cançó original |
| - Ludovic Bource - The Artist - John Williams - War Horse - Abel Korzeniowski - W.E. - Trent Reznor i Atticus Ross - Millennium: Els homes que no estimaven les dones - Howard Shore - Hugo                                                              | - "Masterpiece" - W.E. - "Hello, Hello" - Gnomeo & Juliet - "The Keeper" - Machine Gun Preacher - "Lay Your Head Down" - Albert Nobbs - "The Living Proof" - The Help |
| Millor pel·lícula d'animació | Millor pel·lícula de parla no anglesa |
| - Les aventures de Tintín: El secret de l'Unicorn - Arthur Christmas: operació regal - Cars 2 - El gat amb botes - Rango | - Nader i Simin, una separació • Iran - The Flowers of War • Xina - El nen de la bicicleta • Bèlgica - In the Land of Blood and Honey • Bòsnia i Hercegovina - La piel que habito • Espanya |